# Lorraine 38L
 (septembre 2014).
Si vous disposez d'ouvrages ou d'articles de référence ou si vous connaissez des sites web de qualité traitant du thème abordé ici, merci de compléter l'article en donnant les références utiles à sa vérifiabilité et en les liant à la section « Notes et références ».
La chenillette Lorraine 38L dite VBCP (Voiture blindée de chasseurs portés) est un véhicule militaire français de la Seconde Guerre mondiale. Elle était basée sur la chenillette Lorraine 37L.

## Historique
La « Voiture blindée de chasseurs portés 38L », un véhicule de transport de troupes, est le premier développement construit sur la base de la Lorraine 37L. Son développement a été confié en 1935 aux entreprises Dietrich & Cie à Lunéville.  Comme la TRC 37L, elle est constituée d'un tracteur et d'une remorque, chenillés et blindés. Avec un chauffeur, un passager dans le compartiment de pilotage, quatre autres dans ce qui constituait la plateforme de chargement et six dans la remorque, la capacité totale d'embarquement est de douze hommes.
Afin de protéger le groupe d'infanterie embarquée, une superstructure en forme de boîte, constituée de plaques de blindage, est ajoutée sur la benne et sur la remorque, avec des portes à l'arrière. Deux-cent-quarante VBCP 38L sont commandées, dont seulement neuf avaient été livrées au 1er septembre 1939, et environ cent-cinquante le 25 juin 1940. De tous les belligérants de la bataille de France, l'armée française en 1940 est ainsi la seule à utiliser un transport de troupes entièrement chenillé. Ces véhicules étaient destinés aux bataillons de chasseurs portés, seul bataillon d'infanterie mécanisée au sein des divisions cuirassées, et aux bataillons blindés des divisions d'infanterie néanmoins, le 10 mai, les 38L n'avaient pas encore été livrées aux divisions d'infanterie, elles utilisaient donc des semi-chenillés.

## Versions
Amélioration de la VBCP 38L, la VBCP 39L est créée en agrandissant la plateforme de chargement pour lui permettre d'emporter huit soldats. Ce modèle sans remorque dispose donc d'une capacité de dix personnes. L'espace supplémentaire a été trouvé en rehaussant le pont supérieur, le compartiment passagers n'ayant pas de toit. Le glacis incliné est avancé davantage et vient jouxter le nez de l'appareil. Tout ceci fait fortement ressembler la VBCP 39L au design des véhicules de transport de troupes d'après-guerre. Deux-cents VBCP 39L sont commandées, mais aucune n'a encore été livrée en juin 1940.